# Lista över ledamöter av Ålands lagting 2019–2023
Lista över ledamöter av Ålands lagting, mandatperioden 2019-2023.

## Åländsk Center
- Jörgen Pettersson
- Mikael Lindholm
- Robert Mansén
- Roger Höglund
- Roger Nordlund
- Gyrid Högman
- Jesper Josefsson
- Liz Mattsson
- Jan Salmén

## Liberalerna på Åland
- Pernilla Söderlund
- John Holmberg
- Ingrid Zetterman
- Katrin Sjögren
- Rainer Juslin
- Simon Påvals

## Moderat Samling för Åland
- Tage Silander
- Mika Nordberg
- Jörgen Strand
- Wille Valve

## Obunden samling
- Bert Häggblom
- Lars Häggblom
- Stellan Egeland
- Marcus Måtar

## Ålands socialdemokrater
- Camilla Gunell
- Nina Fellman
- Jessy Eckerman

## Hållbart initiativ
- Annette Bergbo
- Simon Holmström

## Ålands framtid
- Anders Eriksson

## Åländsk demokrati
- Stephan Toivonen